# Unerus fessula
Unerus fessula är en insektsart som beskrevs av Van Duzee 1907. Unerus fessula ingår i släktet Unerus och familjen dvärgstritar. Inga underarter finns listade i Catalogue of Life.